# Imuta-ike
Imuta-ike (藺牟田池) est un lac de cratère d'eau douce à Satsumasendai, préfecture de Kagoshima au Japon. Il a été classé « monument naturel national du Japon » en 1921 et soixante hectares de zones humides ont été inscrits site Ramsar en 2005,,.